# پرویز اتابکی (مترجم)
پرویز اتابکی (۱۰ اسفند ۱۳۰۷ – ۲۵ اسفند ۱۳۸۳) مترجم، دیپلمات، محقق ادبی و ویرایشگر اهل ایران بود.

## زندگی
پرویز اتابکی فرزند حیدرقلی در ۱۰ اسفند ۱۳۰۷ (۱ مارس ۱۹۲۹) در شهر مشهد به دنیا آمد. او یکی از نوادگان میرزا علی اصغرخان اتابک اعظم صدراعظم ناصرالدین شاه بود. پرویز اتابکی تحصیلات ابتدایی را از ۱۳۱۲ تا ۱۳۱۸ در دبستان علمیه مشهد گذراند و دوره متوسطه را در سال ۱۳۲۴ به پایان برد و دیپلم ادبی گرفت. تحصیلات دانشگاهی خود را بلافاصله پس از پایان دوره متوسطه در سال ۱۳۲۴ در دانشکده حقوق و علوم سیاسی دانشگاه تهران شروع کرد و در سال ۱۳۲۸ موفق به اخذ گواهی‌نامه لیسانس علوم سیاسی گردید. بعدها از ۱۳۴۳ تا ۱۳۴۶ به ادامه تحصیل در دانشکده ادبیات دانشگاه سن ژوزف بیروت در رشته فلسفه اسلامی پرداخت و در آن رشته درجه دکتری دریافت کرد.
پرویز اتابکی دارای دکترای فلسفه اسلامی از دانشگاه سن ژوزف بیروت است. وی از سال ۱۳۲۷ وارد وزارت فرهنگ شد وی از ۱۳۲۷ ۱۳۳۸ تا به عنوان دبیر دروس علوم انسانی (ادبیات فارسی و عربی) در دبیرستان‌های تهران مشغول به تدریس شد وی همچنین از سال ۱۳۴۳ تا سال ۱۳۴۷ به عنوان استاد محاضر تدریس زبان و ادبیات فارسی در دانشگاه دمشق به خدمت اشتغال داشته است و در سال ۱۳۵۸ از مشاغل دولتی بازنشسته گردید.

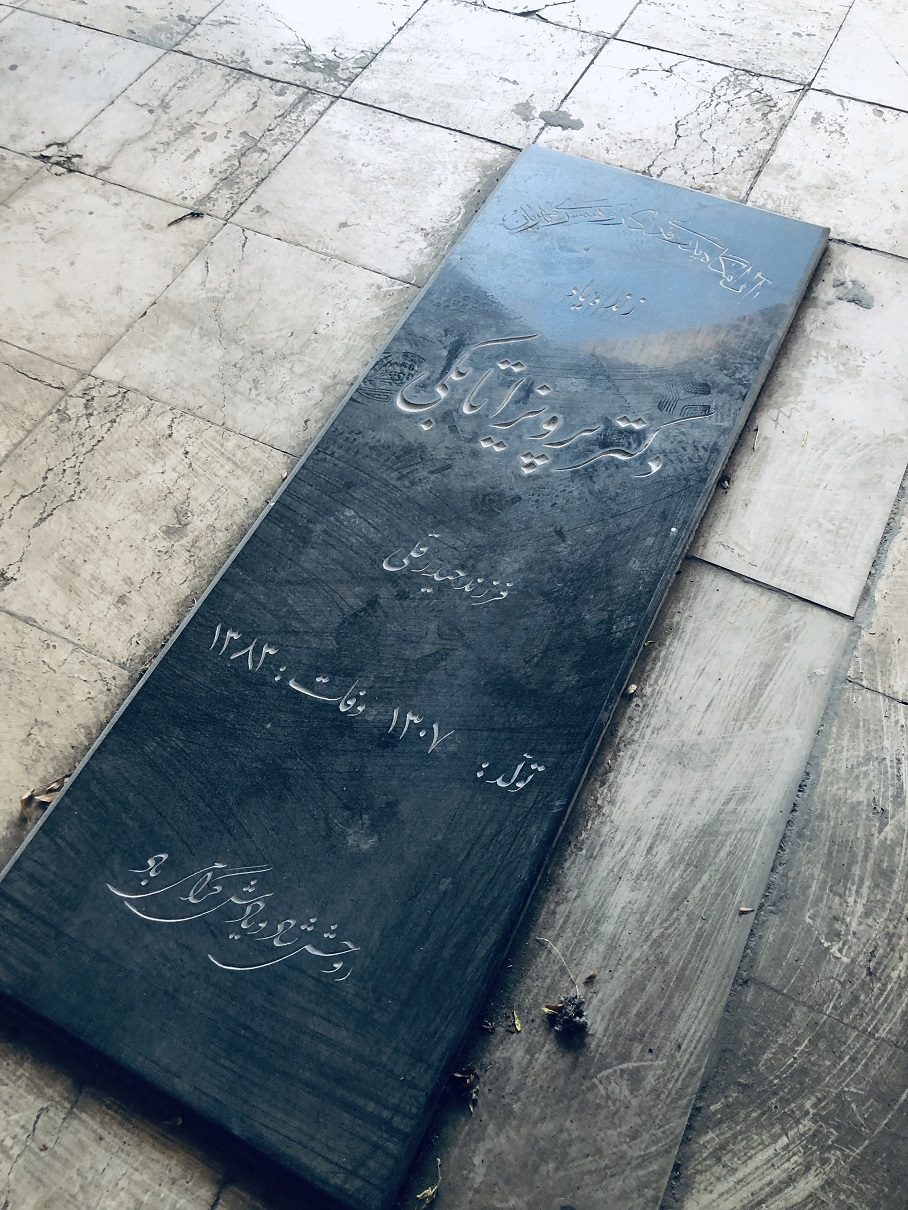

در سال ۱۳۳۸ به وزارت امور خارجه منتقل گردید و در بیروت، نخست، دبیر سوم سفارت و سپس، در سال ۱۳۴۹ و از آغاز انقلاب اسلامی تا بهمن ۱۳۵۸ کاردار ایران بود و در واشینگتن و کابل و دبی مشاغل سیاسی را به عهده گرفت.
دکتر اتابکی زبان‌های عربی، فرانسه و انگلیسی را به خوبی می‌دانست و چندین اثر مرجع را از زبان عربی به فارسی برگرداند. او در ویرایش نیز دست داشت و کتاب‌های تاریخ جامع ادیان جان ناس، فلاسفه شیعه، پیشگامان مسلمان تجددگرایی در عصر جدید، پژوهش ادبی، فن سالاران، یالتا (از مجموعه «چه می‌دانم»)، اعجاز بیانی قرآن، تاج‌التراجم، نثر پارسی در آئینه تاریخ و تأثیر پند پارسی بر ادب عربی با ویرایش او به طبع رسیده است. همچنین فرهنگ جامع کاربردی عربی - فارسی و چندین گزیده از آثار سرآمدان ادب فارسی را تألیف و منتشر کرده است.
دکتر پرویز اتابکی در ۲۵ اسفند سال ۱۳۸۳ (۱۵ مارس ۲۰۰۵) در تهران در سن ۷۶ سالگی درگذشت و در گورستان بهشت زهرا آرامگاه شماره ۷۲۸ به خاک سپرده شد.

## جوائز و نشان‌ها
در سال ۱۳۶۷، در دوره ششم جایزه کتاب سال جمهوری اسلامی ایران در رشته تاریخ به ترجمه کتاب "وقعه و صفین " تحت عنوان "پیکار صفین" به پرویز اتابکی تعلق گرفت و در سال ۱۳۷۷ نیز ترجمه تحف‌العقول او با عنوان "رهاورد خرد"، کتاب ممتاز سال شناخته شد. همچنین کتاب "مفرج الکروب فی اخبار بنی ایوب" تحت عنوان "تاریخ ایوبیان" ترجمه پرویز اتابکی، در دوره بیست و سوم انتخاب کتاب سال جمهوری اسلامی ایران از طرف وزارت فرهنگ و ارشاد اسلامی، به عنوان کتاب سال برگزیده شد.

## کتابشناسی

### تحقیق و تصحیح
- کلیات عبید زاکانی، با مقدمهٔ عالمانهٔ ۱۵۰ صفحه‌ای که سه بار تجدید چاپ شده است
- شاهنامهٔ فردوسی، متن انتقادی با مقابله با ۱۲ نسخه همراه با معنی واژگان و شرح نام‌ها و جای‌ها در یک جلد و گزیده‌ای از آن را نیز به‌طور جداگانه چاپ کرده است.
- تصحیح «شاهنامه فردوسی» چاپ ژول مول، که با شرح واژگان و اعلام و اماکن به نام شاهنامه آسان خوان در چهار مجلد منتشر شده است.
- ویرایش کتاب «فلسفه شیعه» اثر «شیخ عبدالله نعمه» – ترجمه «سید جعفر غضبان» ۱۳۶۷
- ویرایش فن سالاران و یالتا از مجموعه من چه می‌دانم؟

### ترجمه از عربی به فارسی
- «پیکار صفین» ترجمه کتاب «وقعه و صفین» (۱۳۶۶)
- «مُفرجُ الکُروب فی أخبارِ بنی ایوب» تألیف «جمال‌الدین محمد بن سالم بن واصل» تصحیح جمال‌الدین الشیال؛ که ترجمه فارسی آن به نام «تاریخ ایوبیان» ترجمه پرویز اتابکی[۲] (تهران: شرکت انتشارات علمی و فرهنگی، ۱۳۸۳. ۵ ج، مصور / تهران ۱۹۸۷ پنج جلد)
- خطط مقریزی بردی (مورخ عرب، مصری در قرن هشتم هجری) که در ۱۸ جلد تاریخ مصر و قاهره را گاشته و آستان قدس رضوی ترجمهٔ فارسی آن را که به کوشش اتابکی تهیه شده است منتشر کرد
- ره آورد خرد، ترجمه از تحف العقول اثر حسن بن شعبه حرانی (تهران ۱۹۹۷)
- زندگی سیاسی حضرت امام رضا،[۳] اثر جعفر مرتضی عاملی (قم ۱۳۶۵)
- ترجمه فارسی «رسل الملوک» اثر ابن فراء که در ۱۳۶۳ تحت عنوان «سفیران» توسط سازمان انتشارات انقلاب اسلامی منتشر شده است.

### تالیفات
- فرهنگ جامع کاربردی فرزان از عربی به فارسی مشتمل بر هفتاد و چهار هزار واژه، چهار جلد
- حیات و افکار امام احمد بن محمد غزالی طوسی
- واژه‌نامه شاهنامه -شامل شرح لغات، اصطلاحات، نام‌ها و جای‌های شاهنامه - نشر فرزان، ۱۳۷۹